# اریکا کیرپو
اریکا کیرپو (استونیایی: Erika Kirpu؛ زادهٔ ۲۲ ژوئن ۱۹۹۲) شمشیرباز اهل استونی است.
وی در مسابقات بین‌المللی در مجموع برندهٔ ۳ مدال طلا، ۳ مدال نقره و ۴ مدال برنز شده‌است. 